# Lista över ledamöter av Sveriges ståndsriksdag i Göteborg 1660
Ledamöter av Sveriges ståndsriksdag i Göteborg 1660.

## Borgarståndet
| Riksdagsledamot         | Yrke                             | Valkrets           | Anmärkningar                                         |
| ----------------------- | -------------------------------- | ------------------ | ---------------------------------------------------- |
| Hans Hansson            | Borgmästare                      | Stockholms stad    |                                                      |
| Johan Prytz             | Borgmästare och stadssekreterare | Stockholms stad    |                                                      |
| Anders Boij             | Rådman                           | Stockholms stad    |                                                      |
| Jacob Blom              | Borgare                          | Stockholms stad    |                                                      |
| Olof Jonsson            | Borgmästare                      | Uppsala stad       | Representerade även Östhammars stad.                 |
| Erik Halvarsson         | Rådman                           | Uppsala stad       |                                                      |
| Eric Matsson            | Borgmästare                      | Norrköpings stad   |                                                      |
| Petter Speet            | Borgare                          | Norrköpings stad   |                                                      |
| Gerhard von Lengerken   | Borgmästare                      | Göteborgs stad     |                                                      |
| Laurentius Lundenius    | Rådman och stadssekreterare      | Göteborgs stad     |                                                      |
| Sövring Nilsson         | Borgare                          | Göteborgs stad     |                                                      |
| Johan Eric Rosenlund    | Borgmästare                      | Kalmar stad        |                                                      |
| David Haijock           | Borgare                          | Kalmar stad        |                                                      |
| Laurentius Brokius      | Borgmästare                      | Åbo stad           |                                                      |
| Petter Jesenhausen      | Rådman                           | Åbo stad           |                                                      |
| Reinholt von Hellen     | Rådman                           | Viborgs stad       |                                                      |
| Peter Byring            | Borgmästare                      | Nyköpings stad     |                                                      |
| Nils Håkansson          | Borgare                          | Nyköpings stad     |                                                      |
| Olof Larsson            | Rådman                           | Västerviks stad    |                                                      |
| Sigfrid Wolker          | Borgmästare                      | Gävle stad         |                                                      |
| Carl Pedersson Sundman  | Borgmästare                      | Visby stad         |                                                      |
| Carl Rothoff            | Borgmästare                      | Falu stad          |                                                      |
| Lars Behm               | Rådman                           | Falu stad          |                                                      |
|                         |                                  | Helmstad           |                                                      |
| Carl Printz             | Borgmästare                      | Västerås stad      |                                                      |
| Måns Knutsson           | Rådman                           | Arboga stad        |                                                      |
| Johan Luuth             | Borgmästare                      | Örebro stad        |                                                      |
| Thore Persson           | Rådman                           | Jönköpings stad    |                                                      |
| Göran Carlsson          | Rådman                           | Köpings stad       |                                                      |
| S. Ericus Svenonius     | Borgmästare                      | Helsingfors stad   |                                                      |
| Bertil Eriksson         | Borgare                          | Helsingfors stad   |                                                      |
| Lars Olofsson Mörtziö   | Rådman                           | Hudiksvalls stad   |                                                      |
| Hans Thoresson          | Rådman                           | Vasa stad          |                                                      |
| Olof Asmusson           | Rådman                           | Lidköpings stad    |                                                      |
| Nils Larsson            | Borgmästare                      | Mariestads stad    |                                                      |
| Henrik Kolthoof         | Borgmästare                      | Karlstads stad     |                                                      |
| Johan Ulf               | Borgmästare                      | Linköpings stad    |                                                      |
| Zacharias Brochnius     | Borgare                          | Strängnäs stad     |                                                      |
| Jöns Brynilsson         | Borgare                          | Härnösands stad    |                                                      |
| Daniel Kröger           | Borgmästare                      | Uleåborgs stad     |                                                      |
| Carl Karuron            | Rådman                           | Uleåborgs stad     |                                                      |
| Björn Jönsson           | Rådman                           | Torshälla stad     |                                                      |
| Johan Svensson Vindruva | Borgmästare                      | Borås stad         |                                                      |
| Jacob Fransson Schröder | Borgmästare                      | Vänersborgs stad   |                                                      |
| Bengt Jonsson           | Borgmästare                      | Enköpings stad     |                                                      |
| Anders Persson          | Borgmästare                      | Sala stad          |                                                      |
| Anders Eriksson         | Borgmästare                      | Sigtuna stad.      |                                                      |
| Olof Persson            | Rådman                           | Öregrunds stad     |                                                      |
|                         |                                  | Norrtälje stad     |                                                      |
| Peder Andersson         | Rådman                           | Hedemora stad      |                                                      |
| Simon Bossart           | Rådman                           | Lindesbergs stad   |                                                      |
| Peder Olofsson          | Rådman                           | Nora stad          |                                                      |
| Sven Jacobsson Svart    | Borgmästare                      | Askersunds stad    |                                                      |
| Jöns Pedersson          | Rådman                           | Skara stad         |                                                      |
| Per Andersson           | Rådman                           | Bogesunds stad     |                                                      |
| Nils Larsson            | Rådman                           | Söderköpings stad  |                                                      |
| Jon Andersson           | Rådman                           | Skänninge stad     |                                                      |
| Johan Bysing            | Borgmästare                      | Södertälje stad    |                                                      |
| Jöns Börjesson          | Rådman                           | Eksjö stad         |                                                      |
| Sven Persson            | Borgmästare                      | Vadstena stad      |                                                      |
| Lars Jonsson Helenius   | Borgmästare                      | Hjo stad           | Representerade även Skövde stad och Falköpings stad. |
| Lars Jonsson Helenius   | Borgmästare                      | Skövde stad        | Representerade även Hjo stad och Falköpings stad.    |
| Nils Olofsson           | Rådman                           | Björneborgs stad   |                                                      |
| Henrik Bertilsson       | Rådman                           | Raumo stad         |                                                      |
| Måns Johansson          | Borgare                          | Torneå stad        | Representerade även Piteå stad och Torneå stad.      |
| Lars Tyresson           | Rådman                           | Kristinehamns stad |                                                      |
| Jacob Göransson         | Rådman                           | Sundsvalls stad    |                                                      |
| Hans Behm               | Borgmästare                      | Söderhamns stad    |                                                      |
| Daniel Möller           | Borgmästare                      | Borgå stad         |                                                      |
| Cordt Bockmyler         | Borgmästare                      | Nya Karleby stad   |                                                      |
| Mårten Pedersson        | Rådman                           | Gamla Karleby stad |                                                      |
| Jacob Josephsson        | Borgmästare                      | Uhma               |                                                      |
| Måns Johansson          | Borgare                          | Piteå stad         | Representerade även Luleå stad och Torneå stad.      |
| Måns Johansson          | Borgare                          | Luleå stad         | Representerade även Piteå stad och Torneå stad.      |
| Erland Håkansson        | Rådman                           | Nystads stad       |                                                      |
|                         |                                  | Ekenäs             |                                                      |
| Johan Danielsson        | Borgmästare                      | Filipstads stad    |                                                      |
| Lars Jonsson Helenius   | Borgmästare                      | Falköpings stad    | Representerade även Hjo stad och Skövde stad.        |
| Ingemar Persson         | Rådman                           | Alingsås stad      |                                                      |
| Knut Månsson            | Borgmästare                      | Vimmerby stad      |                                                      |
| Ture Andersson          | Rådman                           | Trosa stad         |                                                      |
| Olof Jonsson            | Borgmästare                      | Östhammars stad    | Representerade även Uppsala stad.                    |
| Anders Larsson          | Rådman                           | Åmåls stad         |                                                      |
| Nils Andersson          | Rådman                           | Säters stad        |                                                      |
|                         |                                  | Mariefreds stad    |                                                      |
| Johan Stålbom           | Borgmästare                      | Kristianstads stad |                                                      |
| Nicolaus Reichenbach    | Borgare                          | Kristianstads stad |                                                      |
| Jacob Josephsson        | Borgmästare                      | Jakobstads stad    |                                                      |
| Bertil Harmens          | Borgmästare                      | Veckelaxs stad     |                                                      |